# Pensa a te
Pensa a te è un singolo del cantautore italiano Deddy, pubblicato il 15 agosto 2021 come primo estratto dal primo album in studio Il cielo contromano su Giove.

## Descrizione
Il brano, scritto da Rocco Pagliarulo, in arte Rocco Hunt e Valerio Passeri, è prodotto da Nazo e Tom Beaver.

## Video musicale
Il video musicale, diretto da Cristiano Pedrocco, è stato pubblicato il 18 agosto 2021 attraverso il canale YouTube della Warner Music Italy.

## Tracce
Testi di Rocco Pagliarulo e Valerio Passeri, musiche di Rocco Pagliarulo, Flavio De Carolis, Tom Beaver e Valerio Passeri.
1. Pensa a te – 2:49